# Confalonieri di Piacenza
La Casata dei Confalonieri di Piacenza è una famiglia nobile di origine medievale, attestata nella città emiliana a partire dall'XI secolo. Ebbe un ruolo significativo nella vita comunale, ecclesiastica e feudale della regione, e ottenne la signoria del territorio di Calendasco nel 1393. 
Il cognome, comune ad altri rami, deriva dal titolo medievale di confaloniero, ma la famiglia non presenta alcun legame genealogico con i Confalonieri di Milano, dai quali è storicamente distinta.

## Storia

### Origini
La presenza del casato a Piacenza è documentata dall'XI secolo. Lantelmo Confalonieri, attestato nel 1096, partecipò alla prima crociata come vessillifero del vescovo della città.

### XII secolo
Nel 1183, Arduino Confalonieri fu console del Comune e sottoscrisse i preliminari della Pace di Costanza, tra i principali trattati dell'età comunale, stipulato tra l'Impero e la Lega Lombarda.

### XIII secolo
Durante il Duecento, Adelasia Confalonieri (1193–1266), badessa del monastero di San Siro, si distinse per attività assistenziali e per l'organizzazione dei soccorsi durante la carestia del 1249.

### XIV secolo

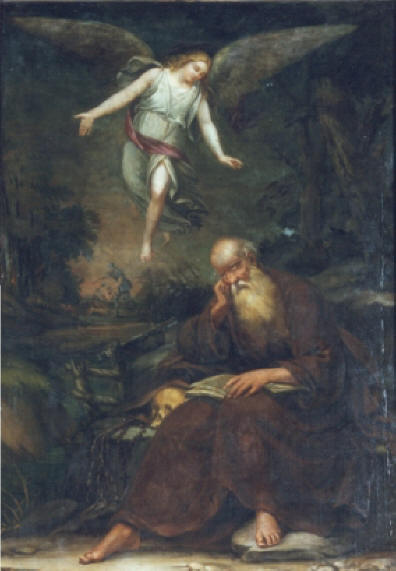
San Corrado Confalonieri, Calendasco

Nel XIV secolo, Corrado Confalonieri (1284–1351), cavaliere e proprietario terriero, abbandonò la vita secolare per ritirarsi come eremita in Sicilia, nei pressi di Noto. Entrato nel Terz’Ordine francescano, morì in fama di santità. Fu canonizzato nel 1625 da Urbano VIII ed è venerato come santo patrono di Noto.

### XV secolo
Nel 1393, il duca Gian Galeazzo Visconti concesse ai Confalonieri l'investitura della signoria di Calendasco, già amministrata dalla famiglia per conto della mensa vescovile. Il feudo comprendeva il castello e il territorio circostante, e rimase in mano al casato per circa due secoli.

### XVI secolo
Durante il XVI secolo, la famiglia mantenne incarichi nella Diocesi di Piacenza e continuò a esercitare la giurisdizione feudale su Calendasco. Antonio Confalonieri fu capitano della fortezza durante l'assedio del 1482, mentre il conte Ludovico Confalonieri fu assassinato nel castello nel 1572, episodio che segnò il declino della signoria, successivamente frazionata tra i Sanseverino e i Benzoni.

### XVII secolo
Nel corso del XVII secolo, si consolidò il culto di San Corrado. Il canonico Alessandro Confalonieri, appartenente al clero piacentino, redasse una biografia del santo, conservata presso l'Archivio Capitolare di Piacenza.

### XVIII e XIX secolo
Nel Settecento, con le riforme amministrative austriache e le soppressioni napoleoniche, la famiglia perse definitivamente i diritti feudali su Calendasco, ma mantenne un ruolo nel notabilato urbano. 
Nel XIX secolo, alcuni membri furono attivi come ecclesiastici, giuristi e funzionari nelle province di Piacenza, Parma e Modena.

### Epoca recente
Nel 1921, la famiglia fu iscritta nell'Elenco ufficiale della nobiltà italiana come casato nobile del Piacentino, senza titolo specifico ma con riconoscimento di continuità genealogica.
Il culto di San Corrado Confalonieri è tuttora vivo a Calendasco e a Noto, dove il santo è celebrato come patrono cittadino.